# Segundo Portocarrero
Segundo Arlen Portocarrero Rodríguez (Esmeraldas, 15 de octubre de 1996) es un futbolista ecuatoriano. Juega de extremo y su equipo actual es el Chadormalu Sports Club de la Liga Profesional de Irán.

## Trayectoria
Actuó en las formativas de Liga Deportiva Universitaria en el 2012, participando en 19 compromisos, y anotó un gol y en el 2013 defendió al Independiente del Valle y marcó 7 tantos en 28 duelos.

### C. S. Emelec
Su llegada a Emelec fue en 2014. Con los millonarios jugó en el equipo de reserva en 68 partidos, convirtiendo 5 goles, hasta 2015 cuando fue promovido al equipo principal en este año. 
En 2016, bajo dirección técnica de Alfredo Arias, debutó con el primer plantel Portocarrero ingresó a los 70 minutos por el paraguayo Fernando Giménez y rápidamente se convirtió en una pesadilla para los zagueros de Liga Deportiva Universitaria, quienes no pudieron frenar sus corridas y centros. Su ayuda permitió que los albos perdieran el orden y tras esto cayó el gol de Ángel Mena.Sería habitual suplente de Óscar Bagüí. En el 2017, no contaría con la continuidad deseada por lo que a final de año sería uno de las bajas del plante. Con 21 años amplió su contrato por 5 temporadas, hasta final del 2022.
Para el 2018 fue enviado a préstamo al Guayaquil City. En aquel año tuvo mucha continuidad, jugando 34 partidos en la temporada.
En el 2019 se rumoreaba su retorno a Emelec, sin embargo, el argentino Mariano Soso decidió dejarlo a préstamo porque no estaba en el sus planes. Finalmente, fue fichado a préstamo por el Deportivo Cuenca.
En el 2020 fichó por Delfín Sporting Club, fue habitual suplente de Geovanny Nazareno jugando un total de 12 partidos.
A inicios de 2022 es transferido a Orense, club que compró el 50% de su pase.

### Barcelona S. C.
A inicios de 2023 fue fichado por Barcelona Sporting Club por pedido de Fabián Bustos, teniendo una temporada regular con el equipo de Guayaquil.

### Universitario de Deportes
El 18 de enero de 2024 fue anunciado como nuevo fichaje del Universitario de Deportes de Perú en calidad de préstamo por una temporada, se convertiría en el primer futbolista ecuatoriano en jugar en Universitario. Fue controversia que una jugada lujosa que realizó en contra de Sport Boys, curiosamente Christian Ramos su compañero en Emelec fue el principal adversario en reclamarle el lujo. Alternó durante todo el año con Nelson Cabanillas. A final de año sería campeón nacional con Universitario de Deportes.
Luego de salir campeón, Universitario no renovaría su préstamo y regresaría Barcelona Sporting Club club dueño de su pase. Barcelona al no tenerlo en sus planes decide rescindir su contrato a pesar de tener contrato vigente. Luego con la carta poder en mano ficharía por Chadormalu S. C. por 6 meses.

## Estadísticas

### Clubes
Actualizado al último partido disputado el 15 de mayo de 2025.
| Club                             | Div.          | Temporada     | Liga  | Liga  | Copas nacionales | Copas nacionales | Copas internacionales | Copas internacionales | Total | Total |
| Club                             | Div.          | Temporada     | Part. | Goles | Part.            | Goles            | Part.                 | Goles                 | Part. | Goles |
| -------------------------------- | ------------- | ------------- | ----- | ----- | ---------------- | ---------------- | --------------------- | --------------------- | ----- | ----- |
| C. S. Emelec · Ecuador           | 1.ª           | 2016          | 18    | 0     | —                | —                | 3                     | 0                     | 21    | 0     |
| C. S. Emelec · Ecuador           | 1.ª           | 2017          | 7     | 1     | —                | —                | 0                     | 0                     | 7     | 1     |
| C. S. Emelec · Ecuador           | Total club    | Total club    | 25    | 1     | 0                | 0                | 3                     | 0                     | 28    | 1     |
| Guayaquil City · Ecuador         | 1.ª           | 2018          | 34    | 0     | —                | —                | —                     | —                     | 34    | 0     |
| Guayaquil City · Ecuador         | Total club    | Total club    | 34    | 0     | 0                | 0                | 0                     | 0                     | 34    | 0     |
| Deportivo Cuenca · Ecuador       | 1.ª           | 2019          | 25    | 1     | 3                | 0                | —                     | —                     | 28    | 1     |
| Deportivo Cuenca · Ecuador       | Total club    | Total club    | 25    | 1     | 3                | 0                | 0                     | 0                     | 28    | 1     |
| Delfín S. C. · Ecuador           | 1.ª           | 2020          | 12    | 1     | 1                | 0                | 0                     | 0                     | 13    | 1     |
| Delfín S. C. · Ecuador           | Total club    | Total club    | 12    | 1     | 1                | 0                | 0                     | 0                     | 13    | 1     |
| Macará · Ecuador                 | 1.ª           | 2021          | 26    | 4     | —                | —                | 2                     | 0                     | 28    | 4     |
| Macará · Ecuador                 | Total club    | Total club    | 26    | 4     | 0                | 0                | 2                     | 0                     | 28    | 4     |
| Orense · Ecuador                 | 1.ª           | 2022          | 24    | 0     | 2                | 0                | —                     | —                     | 26    | 0     |
| Orense · Ecuador                 | Total club    | Total club    | 24    | 0     | 2                | 0                | 0                     | 0                     | 26    | 0     |
| Barcelona S. C. · Ecuador        | 1.ª           | 2023          | 26    | 1     | —                | —                | 7                     | 0                     | 33    | 1     |
| Barcelona S. C. · Ecuador        | Total club    | Total club    | 26    | 1     | 0                | 0                | 7                     | 0                     | 33    | 1     |
| Universitario de Deportes · Perú | 1.ª           | 2024          | 33    | 1     | —                | —                | 6                     | 0                     | 39    | 1     |
| Universitario de Deportes · Perú | Total club    | Total club    | 33    | 1     | 0                | 0                | 6                     | 0                     | 39    | 1     |
| Chadormalu S. C. Irán            | 1.ª           | 2024-25       | 12    | 0     | —                | —                | —                     | —                     | 12    | 0     |
| Chadormalu S. C. Irán            | Total club    | Total club    | 12    | 0     | 0                | 0                | 0                     | 0                     | 12    | 0     |
| Total carrera                    | Total carrera | Total carrera | 217   | 9     | 6                | 0                | 18                    | 0                     | 241   | 9     |
| 1. 2.                            |               |               |       |       |                  |                  |                       |                       |       |       |

## Palmarés

### Campeonatos nacionales
| Título                    | Club                      | Sede    | Año  |
| ------------------------- | ------------------------- | ------- | ---- |
| Serie A de Ecuador        | Emelec                    | Ecuador | 2015 |
| Serie A de Ecuador        | Emelec                    | Ecuador | 2017 |
| Primera División del Perú | Universitario de Deportes | Perú    | 2024 |

### Torneos Cortos
| Título               | Club                      | Sede | Año  |
| -------------------- | ------------------------- | ---- | ---- |
| Torneo Apertura 2024 | Universitario de Deportes | Perú | 2024 |
| Torneo Clausura 2024 | Universitario de Deportes | Perú | 2024 |